# El Pantanillo (Córdoba)
El Pantanillo es una localidad argentina ubicada en el Departamento San Javier, Provincia de Córdoba.
Se encuentra entre las localidades de Los Hornillos y Las Rabonas, en cercanías del Dique La Viña, que le permite un perfil de villa turística. El lugar forma parte de un circuito de senderismo.

## Población
Cuenta con 108 habitantes (Indec, 2010), lo que representa un incremento del 47,9% frente a los 73 habitantes (Indec, 2001) del censo anterior.